# メルセデス・ベンツ・スタジアム
メルセデス・ベンツ・スタジアム (Mercedes-Benz Stadium) は、アメリカ合衆国ジョージア州アトランタに位置するドーム型スタジアムであり、IoTを利用したスマートスタジアム。ジョージア・ドームの代替施設として2017年8月26日に開場した。NFLのアトランタ・ファルコンズ、メジャーリーグサッカー (MLS) のアトランタ・ユナイテッドFCが本拠地として使用している。ジョージア州政府がジョージア・ワールド・コングレスセンター公社を通じて所有しており、ファルコンズとアトランタ・ユナイテッドの親会社であるAMBグループ（アーサー・ブランク）によって運営されている。2016年6月時点で、総建設費は16億米ドルと見積もられていた。

## 解説

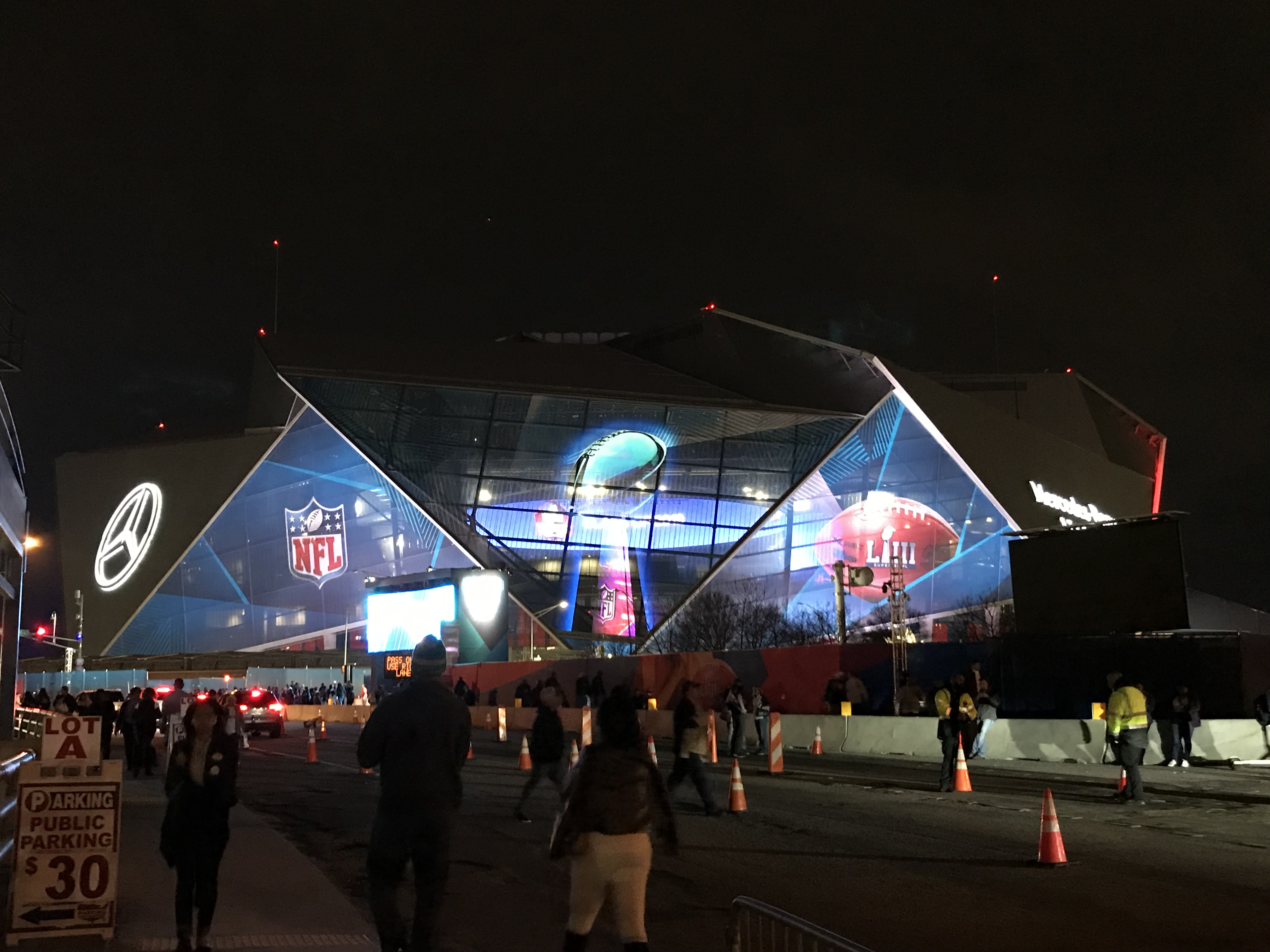
第53回スーパーボウル開催の様子

本スタジアムは、かつてファルコンズが本拠地にしていたジョージア・ドームに隣接した場所に建設され、2017年8月26日に正式オープンとなった。当時は開閉式屋根システムが不完全であったにもかかわらず、ファルコンズとアリゾナ・カージナルスのプレシーズンゲームで使用された。開場に伴い、それまでジョージア・ドームで開催されていたSECフットボールチャンピオンシップゲームやピーチボウルなどいくつかのイベントは、本スタジアムでの開催へと変更されている。2018年には、カレッジフットボール全米王座決定戦とMLSカップ（アトランタ・ユナイテッドがホームフィールドの優位性を保持していたことから）が、2019年には第53回スーパーボウルが開催された。
建設中は「ニュー・アトランタ・スタジアム」という名前であったが、2015年8月に自動車メーカーのメルセデス・ベンツUSA社が命名権を取得し、「メルセデス・ベンツ・スタジアム」となった。27年契約で総額3億2400万ドルという、メルセデス・ベンツ史上最大のマーケティング契約となった。なお、同社はNFLのニューオーリンズ・セインツのホームスタジアムであるメルセデス・ベンツ・スーパードーム（旧称：ルイジアナ・スーパードーム）の命名権も保有している。
2026年に開催されるFIFAワールドカップ2026では、国際サッカー連盟による施設命名権行使禁止規定により、「アトランタスタジアム」の名称で使用される予定。

## 設計

### 屋根

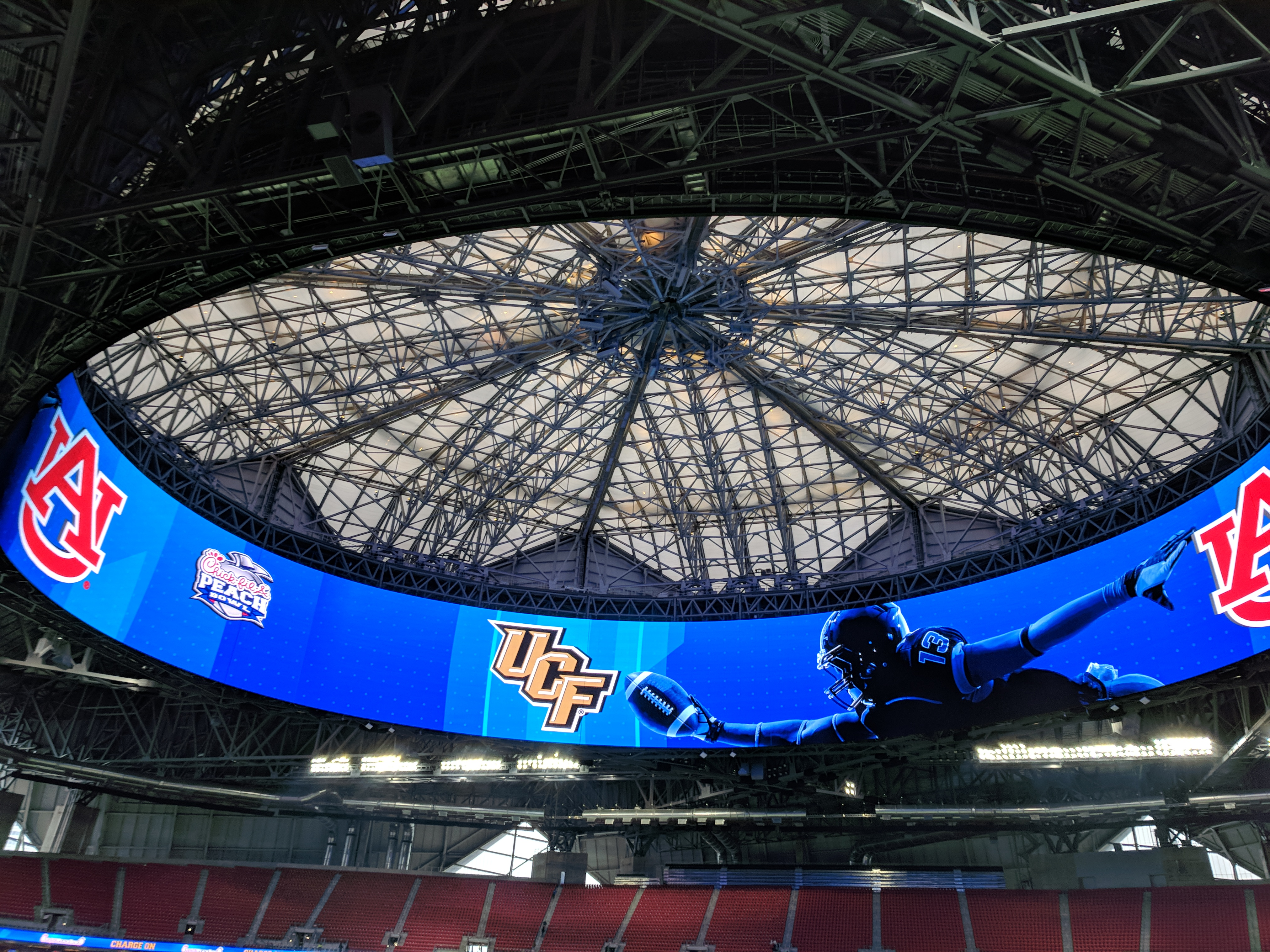
スタジアムの特徴的な屋根と「Halo」

スタジアムの特徴として、8枚の半透明になった三角形のパネルで構成された「ピンホイール」と呼ばれる開閉式の屋根があげられる。8枚のパネルはそれぞれ2本の平行なレール上で動作しており、1本のレールがパネルを動かし、もう1本のレールがパネルを安定させている。屋根を開くのにかかる時間は、閉じる時に比べて若干長いが、これは屋根を開く際、最初にシールを外し、パネルが脱線しないよう最後には減速しなければならないためである。屋根が開くと、パネルは鳥の翼が伸びているような錯覚が起こるよう設計されている。
建築家のビル・ジョンソンは、屋根の円形の開口部は、ローマのパンテオン（「パンテオン」は建物デザインのワーキングネームでもある）に影響を受けたと説明した。屋根は、光をコントロールするために不透明度を調整できる透明で軽量なポリマー素材で作られており、外観は外から眺められるよう大部分が透明なポリマーかガラス製である。アトランタのスカイラインを遮らないようにするため、東側のエンドゾーンではミドルコンコースとアッパーボウルが削られている。
屋根の下には、58×1,100フィート（18×335メートル）のリング状になった大型映像表示装置「Halo」がある。スクリーンの総面積は62,350平方フィート（5,793平方メートル）で、メーカーのダクトロニクスは、ジャクソンビルのTIAAバンク・フィールド（同じくダクトロニクス製）に設置された「現在のNFL最大の単一ディスプレイボードの3倍の大きさ」と表現している。ダクトロニクスは、サッカーの試合のフィールドレベルの広告ボードなど、他にも20,000平方フィート（1,900平方メートル）以上のLEDボードを設置している。

## 主な試合

### NFL
2019年の第53回スーパーボウルが開催された。スーパーボウル自体では、2000年の第34回スーパーボウル（ジョージア・ドーム）以来となるアトランタでの開催となった。

#### スーパーボウル
| 年度 | 試合                 | 日程         | AFCチーム                          | スコア | NFCチーム            | 観客動員数 |
| ---- | -------------------- | ------------ | ---------------------------------- | ------ | -------------------- | ---------- |
| 2018 | 第53回スーパーボウル | 2019年2月3日 | ニューイングランド・ペイトリオッツ | 13 - 3 | ロサンゼルス・ラムズ | 70,081     |

### カレッジバスケットボール
2020NCAAファイナルフォーが開催される予定だったものの、新型コロナウイルスの流行により中止となった。将来のファイナルフォーのスケジュールに関する契約上の義務のため、アトランタが別のファイナルフォーを開催できるのは最も早くて2031年である。

### カレッジフットボール

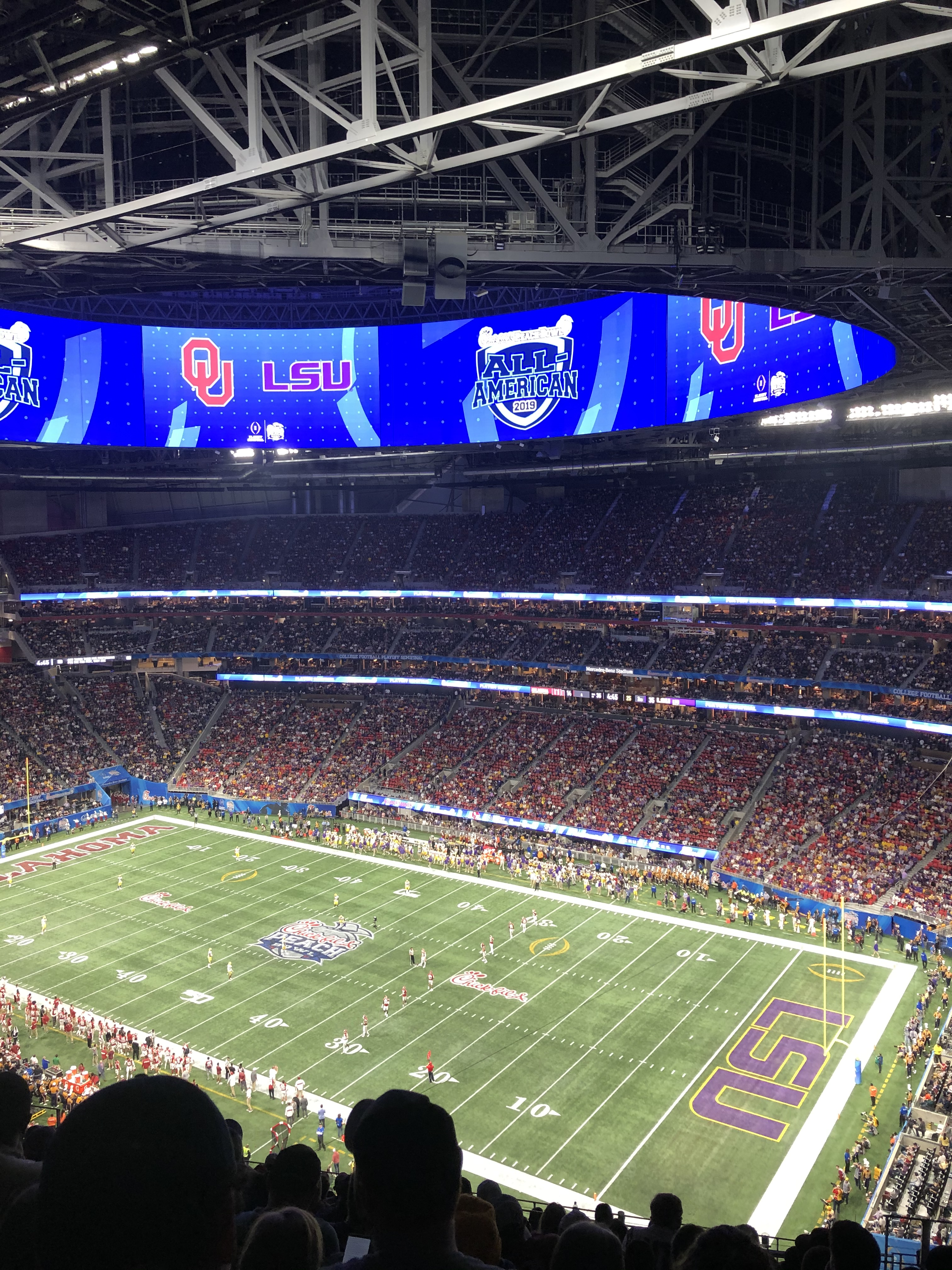
カレッジフットボール・プレーオフ準決勝のオクラホマ大学対ルイジアナ州立大学（2019年12月28日）

ピーチボウル、セレブレーションボウル、SECフットボールチャンピオンシップゲーム、チックフィルAキックオフゲームは、2017年シーズンにジョージア・ドームから本スタジアムに開催地を変更した。SECチャンピオンシップとは2027年までの長期契約を結んでいる。2019年2月26日、ジョージア工科大学イエロージャケッツが2020年から2024年まで毎年1試合ホームゲームを行うことに合意したことが発表された。
2018年1月8日、カレッジフットボール・プレーオフ・ナショナルチャンピオンシップを開催した。1982年以来の主催となるナショナルチャンピオンシップの試合は、ジョージア大学ブルドッグスがアラバマ大学クリムゾンタイドに延長戦で敗れた。

### ハイスクールフットボール
2017年12月8日、クラス1A私立学校とクラス3Aのジョージア州高等学校協会 (GHSA) フットボールチャンピオンシップゲームが開催された。同日に予定されていた残りの2つのチャンピオンシップゲームのクラス5Aとクラス6A、そして当初翌日に予定されていた4つのゲームは、週末にアトランタを襲った大雪のために延期され、キャンパス内の会場にて開催された。2018年の同大会は、12月8日にアトランタ・ユナイテッドがMLSカップ2018を開催することが決まり、また12月15日に2018セレブレーションボウルも予定されていたため、12月11日・12日に開催された。2019年5月、GHSAは、本スタジアムが旧ジョージア・ドームに比べてレンタルコストが高いことを理由に、2019年からメインスタジアムをセンターパーク・スタジアム（当時のジョージア・ステート・スタジアム。元々のセンテニアル・オリンピックスタジアム→ターナー・フィールド）に移すことを発表した。

### サッカー
2017年10月22日、アトランタ・ユナイテッドは本スタジアムでMLSレギュラーシーズンの対トロントFC戦を行い、71,874人の観客を集め、9月のオーランド・シティ戦で打ち立てたMLS単独試合での最大の観客数の記録を更新した。また、アトランタ・ユナイテッドは単一シーズンの観客動員数の記録を更新した。
2017年10月23日、2018年MLSオールスターゲームが本スタジアムでイタリアのユヴェントスFCと対戦することを発表。2018年8月1日に開催され、72,317人の観客を集め、MLSオールスターゲームの観客動員数の新記録を樹立した。
2018年3月11日、アトランタ・ユナイテッドは、本スタジアムで行われたMLSレギュラーシーズンの対D.C. ユナイテッド戦で、72,035人の観客の前で試合を行い、MLS史上最大の観客数の記録を樹立した。
2018年12月8日、アトランタ・ユナイテッドは、2018年MLSカップ決勝でポートランド・ティンバーズを迎え撃った（ポートランドに対するレギュラーシーズンの成績によりホームフィールドアドバンテージを獲得）。アトランタはポートランドを2-0で破り、初のMLS優勝を果たした。この試合では73,019人の観客が集まり、メジャーリーグサッカー1試合の最多観客動員記録を更新した。
2019年8月14日、アトランタ・ユナイテッドは2019年カンペオネス・カップでメキシコのクルブ・アメリカを迎え撃った。アトランタはアメリカを3-2で破り、40,128人のサポーターの前でカンペオネスカップの初優勝を果たした。この入場者数はカンペオネスカップの入場者数記録を更新した。

## その他
ファルコンズとユナイテッドが勝利するたびに列車のクラクションが鳴り響くが、これはアトランタの鉄道の歴史にちなんでいる。